# Lijst van voetbalinterlands Guam - Myanmar
Deze lijst van voetbalinterlands geeft een overzicht van alle officiële voetbalwedstrijden tussen de nationale teams van Guam en Myanmar. De landen hebben tot op heden een keer tegen elkaar gespeeld. Dat was een kwalificatiewedstrijd voor de AFC Challenge Cup 2014 op 2 maart 2013 in Yangon.

## Wedstrijden
| № | Plaats | Datum        | Competitie                          | Wedstrijd      | Uitslag |
| - | ------ | ------------ | ----------------------------------- | -------------- | ------- |
| 1 | Yangon | 2 maart 2013 | AFC Challenge Cup 2014 kwalificatie | Myanmar − Guam | 5 − 0   |

## Samenvatting
| Competitie                     | Totaal gespeeld | Winst Guam | Gelijk | Winst Myanmar | Doelsaldo Guam – Myanmar |
| ------------------------------ | --------------- | ---------- | ------ | ------------- | ------------------------ |
| AFC Challenge Cup-kwalificatie | 1               | 0          | 0      | 1             | 0 – 5                    |
| Totaal                         | 1               | 0          | 0      | 1             | 0 – 5                    |

GFA ·
Bondscoaches ·
Topscorers · 
Guamees vrouwenvoetbalelftal ·
Guam U21
Amerikaans-Samoa ·
Aruba ·
Australië ·
Bangladesh ·
Bhutan ·
Cambodja ·
China ·
Filipijnen ·
Hongkong ·
India ·
Iran ·
Laos ·
Macau ·
Malediven ·
Mongolië ·
Myanmar ·
Nieuw-Caledonië ·
Noord-Korea ·
Oman ·
Pakistan ·
Palestina ·
Salomonseilanden ·
Singapore ·
Sri Lanka ·
Syrië ·
Tadzjikistan ·
Taiwan ·
Turkmenistan ·
Vanuatu ·
Vietnam ·
Zuid-Korea
MFF · 
A-internationals · 
Myanmarees vrouwenelftal
1951 – 1959 · 
1960 – 1969 · 
1970 – 1979 · 
1980 – 1989 · 
1990 – 1999 · 
2000 – 2009 · 
2010 – 2019 ·
2020 − 2029
Bahrein ·
Bangladesh ·
Bolivia ·
Brunei ·
Burundi ·
Cambodja ·
China ·
DDR ·
Filipijnen ·
Guam ·
Hongkong ·
India ·
Indonesië ·
Irak ·
Iran ·
Israël ·
Japan ·
Kirgizië ·
Koeweit ·
Laos ·
Lesotho ·
Libanon ·
Libië ·
Luxemburg ·
Macau ·
Malediven ·
Maleisië ·
Marokko ·
Mongolië ·
Nepal ·
Nieuw-Zeeland ·
Noord-Korea ·
Oman ·
Oost-Timor ·
Pakistan ·
Palestina ·
Qatar ·
Singapore ·
Sri Lanka ·
Syrië ·
Tadzjikistan ·
Taiwan ·
Thailand ·
Turkmenistan ·
Verenigde Arabische Emiraten ·
Vietnam ·
Zuid-Korea ·
Zuid-Vietnam